# Папамадзарева къща
Папамадзаровата къща (на гръцки: Αρχοντικό Παπαμαντζάρη) е възрожденска къща в град Костур, Гърция.
Къщата е разположена в южната традиционна махала Долца (Долцо) на улица „Граматикос Папамадзарис“ № 7, над ъгъла на полуострова, известен като Ставрос (Кръст), тъй като от там се хвърля кръста на Богоявление. Къщата е двуетажна и е в лошо състояние.